# Жулиен Берто
Жулиен Берто (на френски: Julien Bertheau) е френски актьор и режисьор.

## Биография
Той е роден на 19 юни 1910 година в град Алжир. След като се установява в Париж учи актьорство и играе в различни театри. От 1936 до 1958 година работи в „Комеди Франсез“, като от 40-те години режисира собствени постановки. Играе и в киното, където сред най-известните му роли са тези във филмите на Луис Бунюел „Млечният път“ („La Voie lactée“, 1969), „Дискретният чар на буржоазията“ („Le charme discret de la bourgeoisie“, 1972), „Призракът на свободата“ („Le Fantôme de la liberté“, 1974).
Жулиен Берто умира на 28 октомври 1995 година в Ница.

## Избрана филмография
| Година | Филм                           | Оригинално заглавие                 | Роля                    | Режисьор    |
| ------ | ------------------------------ | ----------------------------------- | ----------------------- | ----------- |
| 1956   | Това се нарича зора            | Cela s'appelle l'aurore             | Комисар Фигаро          | Луис Бунюел |
| 1969   | Млечният път                   | La Voie lactée                      | Ришар, главен сервитьор | Луис Бунюел |
| 1972   | Дискретният чар на буржоазията | Le charme discret de la bourgeoisie | Епископ Дюфур           | Луис Бунюел |
| 1974   | Призракът на свободата         | Le Fantôme de la liberté            | Първият префект         | Луис Бунюел |
| 1977   | Този неясен обект на желанието | Cet obscur objet du désir           | Съдията                 | Луис Бунюел |